# Pierre Petit (physicien)
Pour les articles homonymes, voir Pierre Petit et Petit.

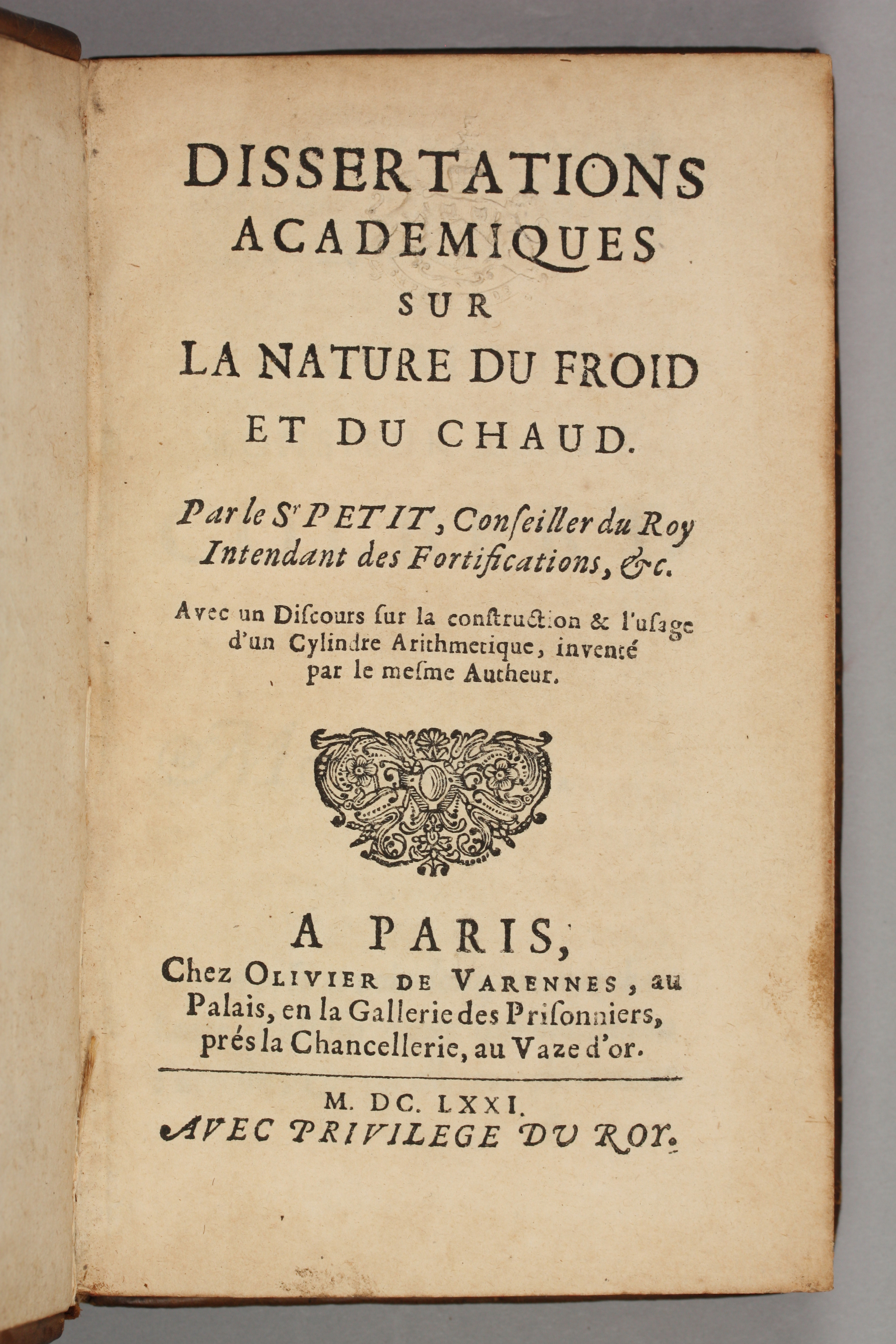
Dissertations académiques sur la nature du froid et du chaud, publiées par Pierre Petit en 1671.

Pierre Petit est un ingénieur militaire, mathématicien et physicien français, né à Montluçon le 8 décembre 1594 et mort à Lagny-sur-Marne le 20 août 1677 .

## Biographie
D'abord employé de son père, contrôleur en l'élection à Montluçon, il se rend à Paris en 1633 pour se consacrer à la science.
Il fréquente Marin Mersenne, René Descartes et Étienne et Blaise Pascal.
Il est nommé géographe du roi et intendant des fortifications de France.